# Sporting Club de Bastia 2014-2015
Questa voce raccoglie le informazioni riguardanti lo Sporting Club de Bastia nelle competizioni ufficiali della stagione 2014-2015.

## Stagione
Scaduto il contratto con Frédéric Hantz, il Bastia annuncia Claude Makélélé come nuovo tecnico: per l'ex centrocampista si tratta della prima esperienza da allenatore.
Il 3 novembre, in seguito alla sconfitta rimediata sul campo del Guingamp due giorni prima, Makélélé viene sollevato dall'incarico di allenatore. Il suo posto viene assunto dal direttore del centro di formazione Ghislain Printant insieme al preparatore dei portieri Hervé Sekli.

## Maglie e sponsor
Lo sponsor tecnico per la stagione 2014-2015 è Kappa, mentre lo sponsor ufficiale è Oscaro. La prima maglia è blu con inserti bianchi, calzoncini e calzettoni blu. La seconda maglia è nella tonalità del verde in stile militare, mentre la terza maglia è bianca con colletto e inserti blu.

## Organigramma societario
Area direttiva
- Presidente: Pierre-Marie Geronimi
- Amministratore delegato: Alain Seghi
- Amministratore: Virginie Pasqualini
- Direttore generale: Jo Bonavita

Area organizzativa
- Segretario generale: Antoine Agostini
- Team manager: Mohamed Chougrani

Area comunicazione
- Responsabile: Jérome Negroni
- Ufficio stampa: Christophe Colonna

Area marketing
- Ufficio marketing: Thomas Sereni, Vincent Thierion

Area tecnica
- Allenatore: Claude Makélélé
- Allenatore in seconda: Didier Tholot
- Collaboratori tecnici: Hervé Sekli, Raphaël Fèvre

Area sanitaria
- Medico sociale: Cyrille Brunel
- Massaggiatori: Jean-Pierre Ienco, Mickaël Bondet-Laborie, Jérôme Cancellieri, Stéphane Saoli

## Rosa
| N. |                           | Ruolo | Calciatore                 |
| -- | ------------------------- | ----- | -------------------------- |
| 1  | Francia (bandiera)        | P     | Alphonse Areola            |
| 2  | Francia (bandiera)        | D     | Romain Achilli             |
| 3  | Francia (bandiera)        | A     | Hervin Ongenda             |
| 4  | Francia (bandiera)        | D     | Florian Marange            |
| 5  | Costa d'Avorio (bandiera) | D     | Mamadou Doumbia            |
| 6  | Costa d'Avorio (bandiera) | C     | Koffi Ndri Romaric         |
| 7  | Togo (bandiera)           | C     | Floyd Ayité                |
| 8  | Francia (bandiera)        | C     | El Hadji Ba                |
| 9  | Mali (bandiera)           | A     | Djibril Cissé              |
| 10 | Algeria (bandiera)        | C     | Ryad Boudebouz             |
| 11 | Costa d'Avorio (bandiera) | A     | Gadji Tallo                |
| 12 | Francia (bandiera)        | C     | Christophe Vincent         |
| 13 | Mali (bandiera)           | C     | Abdoulaye Keita            |
| 14 | Mali (bandiera)           | A     | Famoussa Koné              |
| 15 | Francia (bandiera)        | D     | Julian Palmieri            |
| 16 | Francia (bandiera)        | P     | Jean-Louis Leca            |
| 17 | Francia (bandiera)        | D     | Mathieu Peybernes          |
| 18 | Francia (bandiera)        | C     | Yannick Cahuzac (capitano) |

| N. |                           | Ruolo | Calciatore           |
| -- | ------------------------- | ----- | -------------------- |
| 19 | Francia (bandiera)        | C     | Joseph Barbato       |
| 19 | Belgio (bandiera)         | A     | Benjamin Mokulu      |
| 19 | Costa d'Avorio (bandiera) | A     | Giovanni Sio         |
| 20 | Francia (bandiera)        | D     | François Modesto     |
| 21 | Georgia (bandiera)        | C     | Luka Kikabidze       |
| 22 | Francia (bandiera)        | C     | Christopher Maboulou |
| 23 | Mali (bandiera)           | D     | Drissa Diakité       |
| 24 | Colombia (bandiera)       | A     | Joao Rodríguez       |
| 24 | Francia (bandiera)        | C     | Lyes Houri           |
| 25 | Francia (bandiera)        | A     | François Kamano      |
| 26 | Brasile (bandiera)        | A     | Brandão              |
| 27 | Francia (bandiera)        | C     | Guillaume Gillet     |
| 28 | Colombia (bandiera)       | C     | Juan Pablo Pino      |
| 28 | Francia (bandiera)        | C     | Gaël Danic           |
| 29 | Francia (bandiera)        | D     | Gilles Cioni         |
| 30 | Francia (bandiera)        | P     | Thomas Vincensini    |
| 33 | Francia (bandiera)        | D     | Alexander Djiku      |
| 34 | Francia (bandiera)        | C     | Julien Romain        |

## Calciomercato

### Sessione estiva(dal 10/6 all'1/9)
| Acquisti | Acquisti             | Acquisti             | Acquisti   |
| R.       | Nome                 | da                   | Modalità   |
| -------- | -------------------- | -------------------- | ---------- |
| P        | Alphonse Areola      | Paris Saint-Germain  | prestito   |
| D        | Mathieu Peybernes    |                      | svincolato |
| C        | Apodi                | Querétaro            | definitivo |
| C        | Floyd Ayité          |                      | svincolato |
| C        | El Hadji Ba          | Sunderland           | prestito   |
| C        | Guillaume Gillet     | Anderlecht           | prestito   |
| C        | Luka Kikabidze       | Lok’omot’ivi Tbilisi | definitivo |
| C        | Christopher Maboulou |                      | svincolato |
| C        | Juan Pablo Pino      |                      | svincolato |
| A        | Brandão              |                      | svincolato |
| A        | Benjamin Mokulu      | Malines              | prestito   |
| A        | Hervin Ongenda       | Paris Saint-Germain  | prestito   |
| A        | Joao Rodríguez       | Chelsea              | prestito   |
| A        | Gadji Tallo          | Roma                 | prestito   |

| Cessioni | Cessioni           | Cessioni            | Cessioni                 |
| R.       | Nome               | a                   | Modalità                 |
| -------- | ------------------ | ------------------- | ------------------------ |
| P        | Mickaël Landreau   |                     | fine carriera            |
| D        | Féthi Harek        |                     | svincolato               |
| D        | Maka Mary          |                     | svincolato               |
| D        | Matthieu Sans      |                     | svincolato               |
| D        | Sambou Yatabaré    | Olympiacos          | fine prestito            |
| C        | Florent André      |                     | svincolato               |
| C        | Adama Ba           | Niort               | prestito                 |
| C        | Joseph Barbato     | Colombier           | prestito                 |
| C        | Wahbi Khazri       | Bordeaux            | definitivo (2 milioni €) |
| C        | Miloš Krasić       | Fenerbahçe          | fine prestito            |
| C        | Julien Sablé       |                     | fine carriera            |
| A        | Gianni Bruno       | Lilla               | fine prestito            |
| A        | Ilan               |                     | svincolato               |
| A        | Toifilou Maoulida  |                     | svincolato               |
| A        | Florian Raspentino | Olympique Marsiglia | fine prestito            |

### Operazione esterna alle sessioni
| Acquisti | Acquisti        | Acquisti | Acquisti   |
| R.       | Nome            | da       | Modalità   |
| -------- | --------------- | -------- | ---------- |
| D        | Florian Marange |          | svincolato |

### Sessione invernale(dal 3/1 al 2/2)
| Acquisti | Acquisti     | Acquisti | Acquisti   |
| R.       | Nome         | da       | Modalità   |
| -------- | ------------ | -------- | ---------- |
| C        | Gaël Danic   |          | svincolato |
| C        | Lyes Houri   |          | svincolato |
| A        | Giovanni Sio | Basilea  | prestito   |

| Cessioni | Cessioni        | Cessioni | Cessioni      |
| R.       | Nome            | a        | Modalità      |
| -------- | --------------- | -------- | ------------- |
| C        | Juan Pablo Pino |          | svincolato    |
| A        | Benjamin Mokulu | Malines  | fine prestito |
| A        | Joao Rodríguez  | Chelsea  | fine prestito |

## Risultati

### Ligue 1

#### Girone d'andata
| Arbitro: | Jaffredo |

|                                   |           |                                           |
| Maboulou 9’, 73’ Tallo 66’ (rig.) | Marcatori | 11’, 62’ (rig.) Gignac 17’ (aut.) Romaric |

| Arbitro: | Delerue |

|                      |           |  |
| Lucas 26’ Cavani 57’ | Marcatori |  |

| Arbitro: | Moreira |

|                      |           |  |
| Boudebouz 24’ (rig.) | Marcatori |  |

| Arbitro: | Fautrel |

|           |           |           |
| Rolán 78’ | Marcatori | 18’ Tallo |

| Arbitro: | Bien |

|            |           |               |
| Gillet 54’ | Marcatori | 40’ Chavarría |

| Arbitro: | Desiage |

|                                 |           |           |
| Kryvec 14’ Milán 64’ Falcón 74’ | Marcatori | 42’ Ayité |

| Furiani 24 settembre 2014, ore 19:00 CET 7ª giornata | Bastia  | 0 – 0 referto | Nantes | Stade Armand Cesari (11.380 spett.)\| Arbitro: \| Chapron \| |
| Arbitro:                                             | Chapron |               |        |                                                              |

| Arbitro: | Varela |

|           |           |  |
| Origi 39’ | Marcatori |  |

| Arbitro: | Lannoy |

|  |           |                               |
|  | Marcatori | 48’ (aut.) Peybernes 62’ Sunu |

| Arbitro: | Ennjimi |

|  |           |           |
|  | Marcatori | 51’ Ayité |

| Arbitro: | Rainville |

|              |           |                                                |
| Maboulou 22’ | Marcatori | 5’ Germain 78’ Kondogbia 84’ Ferreira Carrasco |

| Arbitro: | Bien |

|                   |           |  |
| Gillet 32’ (aut.) | Marcatori |  |

| Arbitro: | Jaffredo |

|                  |           |  |
| Tallo 21’, 45+1’ | Marcatori |  |

| Furiani 22 novembre 2014, ore 17:00 CET 14ª giornata | Bastia  | 0 – 0 referto | Olympique Lione | Stade Armand Cesari (12.349 spett.)\| Arbitro: \| Bastien \| |
| Arbitro:                                             | Bastien |               |                 |                                                              |

| Arbitro: | Lesage |

|                         |           |             |
| N'Gog 10’ Moukandjo 85’ | Marcatori | 41’ Modesto |

| Arbitro: | Varela |

|                     |           |                       |
| Abdallah 35’ (aut.) | Marcatori | 65’ Wass 83’ N'Sikulu |

| Arbitro: | Rainville |

|                     |           |  |
| van Wolfswinkel 58’ | Marcatori |  |

| Arbitro: | Thual |

|                             |           |  |
| Boudebouz 45+2’ Cahuzac 81’ | Marcatori |  |

| Arbitro: | Millot |

|           |           |            |
| Féret 74’ | Marcatori | 21’ Kamano |

#### Girone di ritorno
| Arbitro: | Fautrel |

|                                                    |           |                      |
| Boudebouz 32’ (rig.) Modesto 45’ Palmieri 56’, 89’ | Marcatori | 10’ Lucas 20’ Rabiot |

| Arbitro: | Schneider |

|                 |           |                    |
| Braithwaite 78’ | Marcatori | 48’ (aut.) Ahamada |

| Furiani 24 gennaio 2015, ore 20:00 CET 22ª giornata | Bastia  | 0 – 0 referto | Bordeaux | Stade Armand Cesari (11.571 spett.)\| Arbitro: \| Ennjimi \| |
| Arbitro:                                            | Ennjimi |               |          |                                                              |

| Arbitro: | Castro |

|                    |           |                      |
| Kantari 82’ (rig.) | Marcatori | 62’ (rig.) Boudebouz |

| Arbitro: | Lannoy |

|                                 |           |  |
| Kamano 65’ Boudebouz 79’ (rig.) | Marcatori |  |

| Arbitro: | Lesage |

|  |           |                   |
|  | Marcatori | 30’ Sio 75’ Ayité |

| Arbitro: | Desiage |

|                   |           |            |
| Sio 22’ Ayité 40’ | Marcatori | 17’ Mendes |

| Arbitro: | Bien |

|                        |           |  |
| Bellugou 16’ Bruno 85’ | Marcatori |  |

| Arbitro: | Fautrel |

|                    |           |                    |
| Gillet 26’ Sio 68’ | Marcatori | 17’ Carlos Eduardo |

| Arbitro: | Buquet |

|                               |           |  |
| Martial 22’, 51’ Carvalho 51’ | Marcatori |  |

| Fos-sur-Mer 21 marzo 2015, ore 20:00 CET 30ª giornata | Bastia | 0 – 0 referto | Guingamp | Stade Parsemain (0 spett.)\| Arbitro: \| Lannoy \| |
| Arbitro:                                              | Lannoy |               |          |                                                    |

| Arbitro: | Castro |

|                                                    |           |         |
| Barrios 69’ (rig.) Mounier 72’ (rig.) Sanson 90+1’ | Marcatori | 35’ Sio |

| Arbitro: | Jaffredo |

|                           |           |  |
| Yattara 77’ Lacazette 85’ | Marcatori |  |

| Arbitro: | Millot |

|         |           |                      |
| Sio 47’ | Marcatori | 5’ N'Gog 45+1’ Mandi |

| Arbitro: | Moreira |

|          |           |                 |
| Sunu 42’ | Marcatori | 57’, 86’ Kamano |

| Arbitro: | Lannoy |

|           |           |  |
| Ayité 84’ | Marcatori |  |

| Arbitro: | Ennjimi |

|  |           |           |
|  | Marcatori | 78’ Danic |

| Arbitro: | Castro |

|           |           |            |
| Ayité 12’ | Marcatori | 10’ Privat |

| Marsiglia 23 maggio 2015, ore 21:00 CEST 38ª giornata | Olympique Marsiglia | – | Bastia | Stade Vélodrome |

### Coppa di Francia

#### Fase a eliminazione diretta
| Arbitro: | Bien |

|               |           |  |
| Ayité 5’, 25’ | Marcatori |  |

| Arbitro: | Buquet |

|                                 |                      |                                 |
| Sarr 114’                       | Marcatori            | 106’ Cissé                      |
| Firmin Ouahbi Colinet Beaugrard | Tiri di rigore 3 – 1 | Romaric Djiku Vincent Peybernes |

### Coppa di Lega

#### Fase a eliminazione diretta
| Arbitro: | Delerue |

|                          |           |            |
| Ayité 58’ Cissé 64’, 71’ | Marcatori | 13’ Mbombo |

| Arbitro: | Kalt |

|                                 |           |                     |
| Gillet 42’ Koné 89’ Mokolu 102’ | Marcatori | 12’ Privat 72’ Saez |

| Arbitro: | Turpin |

|                                          |           |            |
| Squillaci 42’ Danzé 71’ (aut.) Cissé 90’ | Marcatori | 12’ Armand |

| Arbitro: | Gautier |

|                                                                              |                      |                                                                       |
| Martial B. Silva Fabinho Kurzawa Moutinho Toulalan A. Traoré Echiejile Dirar | Tiri di rigore 6 – 7 | Boudebouz Gillet Sio Modesto Palmieri Marange Ongenda Cioni Squillaci |

| Arbitro: | Bastien |

|  |           |                                               |
|  | Marcatori | 21’ (rig.), 41’ Ibrahimović 80’, 90+2’ Cavani |

## Statistiche
Aggiornate al 14 febbraio 2015

### Statistiche di squadra
| Competizione     | Punti | In casa | In casa | In casa | In casa | In casa | In casa | In trasferta | In trasferta | In trasferta | In trasferta | In trasferta | In trasferta | Totale | Totale | Totale | Totale | Totale | Totale | DR |
| Competizione     | Punti | G       | V       | N       | P       | Gf      | Gs      | G            | V            | N            | P            | Gf           | Gs           | G      | V      | N      | P      | Gf     | Gs     | DR |
| ---------------- | ----- | ------- | ------- | ------- | ------- | ------- | ------- | ------------ | ------------ | ------------ | ------------ | ------------ | ------------ | ------ | ------ | ------ | ------ | ------ | ------ | -- |
| Ligue 1          | 30    | 13      | 5       | 5       | 3       | 17      | 13      | 12           | 2            | 4            | 6            | 9            | 14           | 25     | 7      | 9      | 9      | 26     | 27     | -1 |
| Coppa di Francia | -     | 1       | 1       | 0       | 0       | 2       | 0       | 1            | 0            | 1            | 0            | 1            | 1            | 2      | 1      | 1      | 0      | 3      | 1      | +2 |
| Coppa di Lega    | -     | 3       | 3       | 0       | 0       | 9       | 4       | 1            | 0            | 1            | 0            | 0            | 0            | 4      | 3      | 1      | 0      | 9      | 4      | +5 |
| Totale           | -     | 17      | 9       | 5       | 3       | 28      | 17      | 14           | 2            | 6            | 6            | 10           | 15           | 31     | 11     | 11     | 9      | 38     | 32     | +6 |

### Andamento in campionato
| Giornata  | 1 | 2  | 3  | 4  | 5  | 6  | 7  | 8  | 9  | 10 | 11 | 12 | 13 | 14 | 15 | 16 | 17 | 18 | 19 | 20 | 21 | 22 | 23 | 24 | 25 | 26 | 27 | 28 | 29 | 30 | 31 | 32 | 33 | 34 | 35 | 36 | 37 | 38 |
| --------- | - | -- | -- | -- | -- | -- | -- | -- | -- | -- | -- | -- | -- | -- | -- | -- | -- | -- | -- | -- | -- | -- | -- | -- | -- | -- | -- | -- | -- | -- | -- | -- | -- | -- | -- | -- | -- | -- |
| Luogo     | C | T  | C  | T  | C  | T  | C  | T  | C  | T  | C  | T  | C  | C  | T  | C  | T  | C  | T  | C  | T  | C  | T  | C  | T  | C  | T  | C  | T  | C  | T  | T  | C  | T  | C  | T  | C  | T  |
| Risultato | N | P  | V  | N  | N  | P  | N  | P  | P  | V  | P  | P  | V  | N  | P  | P  | P  | V  | N  | V  | N  | N  | N  | V  | V  | V  | P  | V  | P  | N  | P  | P  | P  | V  | V  | V  | N  |    |
| Posizione | 9 | 17 | 11 | 13 | 14 | 18 | 16 | 16 | 19 | 16 | 18 | 19 | 15 | 15 | 19 | 20 | 20 | 18 | 19 | 14 | 15 | 14 | 16 | 15 | 13 | 10 | 14 | 10 | 12 | 13 | 14 | 14 | 16 | 13 | 12 | 10 | 11 |    |

Fonte:  Classements, su lfp.fr, LFP.
Legenda:

Luogo: C = Casa; T = Trasferta. Risultato: V = Vittoria; N = Pareggio; P = Sconfitta.

### Statistiche dei giocatori
| Giocatore     | Ligue 1  | Ligue 1 | Ligue 1     | Ligue 1    | Coppa di Francia Coppa di Lega | Coppa di Francia Coppa di Lega | Coppa di Francia Coppa di Lega | Coppa di Francia Coppa di Lega | Totale   | Totale | Totale      | Totale     |
| Giocatore     | Presenze | Reti    | Ammonizioni | Espulsioni | Presenze                       | Reti                           | Ammonizioni                    | Espulsioni                     | Presenze | Reti   | Ammonizioni | Espulsioni |
| ------------- | -------- | ------- | ----------- | ---------- | ------------------------------ | ------------------------------ | ------------------------------ | ------------------------------ | -------- | ------ | ----------- | ---------- |
| R. Achilli    | 0        | 0       | 0           | 0          | 1+0                            | 0                              | 0                              | 0                              | 1        | 0      | 0           | 0          |
| Apodi         | -        | -       | -           | -          | -                              | -                              | -                              | -                              | -        | -      | -           | -          |
| A. Areola     | 23       | -26     | 1           | 0          | 1+2                            | 0-1                            | 0                              | 0                              | 26       | -26    | 1           | 0          |
| F. Ayité      | 19       | 3       | 2           | 0          | 1+1                            | 2+1                            | 0                              | 0                              | 21       | 6      | 2           | 0          |
| E.H. Ba       | 7        | 0       | 2           | 0          | -                              | -                              | -                              | -                              | 7        | 0      | 2           | 0          |
| J. Barbato    | -        | -       | -           | -          | -                              | -                              | -                              | -                              | -        | -      | -           | -          |
| J. Benhaim    | -        | -       | -           | -          | 1+0                            | 0                              | 0                              | 0                              | 1        | 0      | 0           | 0          |
| R. Boudebouz  | 24       | 5       | 2           | 0          | 1+2                            | 0                              | 0+1                            | 0                              | 27       | 5      | 3           | 0          |
| Brandão       | 2        | 0       | 2           | 0          | -                              | -                              | -                              | -                              | 2        | 0      | 2           | 0          |
| Y. Cahuzac    | 16       | 1       | 5           | 2          | 0+2                            | 0                              | 0+1                            | 0                              | 18       | 1      | 6           | 2          |
| G. Cioni      | 5        | 0       | 0           | 0          | 1+2                            | 0                              | 0                              | 0                              | 8        | 0      | 0           | 0          |
| D. Cissé      | 6        | 0       | 0           | 0          | 1+3                            | 1+3                            | 0                              | 0                              | 10       | 4      | 0           | 0          |
| G. Danic      | 2        | 0       | 0           | 0          | 0+1                            | 0                              | 0                              | 0                              | 3        | 0      | 0           | 0          |
| D. Diakité    | 14       | 0       | 3           | 0          | 0+2                            | 0                              | 0                              | 0                              | 16       | 0      | 3           | 0          |
| A. Djiku      | 1        | 0       | 0           | 0          | 1+2                            | 0                              | 0+1                            | 0                              | 4        | 0      | 1           | 0          |
| G. Gillet     | 25       | 1       | 4           | 0          | 1+4                            | 0+1                            | 0                              | 0                              | 30       | 2      | 4           | 0          |
| L. Houri      | -        | -       | -           | -          | -                              | -                              | -                              | -                              | -        | -      | -           | -          |
| C. Ibayi      | -        | -       | -           | -          | 1+0                            | 0                              | 0                              | 0                              | 1        | 0      | 0           | 0          |
| F. Kamano     | 14       | 2       | 3           | 0          | 0+2                            | 0                              | 0                              | 0                              | 16       | 2      | 3           | 0          |
| A. Keita      | 3        | 0       | 0           | 0          | 2+1                            | 0                              | 0                              | 0                              | 6        | 0      | 0           | 0          |
| L. Kikabidze  | 0        | 0       | 0           | 0          | 1+0                            | 0                              | 0                              | 0                              | 1        | 0      | 0           | 0          |
| F. Koné       | 4        | 0       | 1           | 0          | 2+2                            | 0+1                            | 0+1                            | 0                              | 8        | 1      | 2           | 0          |
| J.L. Leca     | 2        | -1      | 1           | 0          | 0+2                            | 0-3                            | 0                              | 0                              | 4        | -1     | 1           | 0          |
| C. Maboulou   | 16       | 3       | 1           | 0          | 1+2                            | 0                              | 0                              | 0                              | 19       | 3      | 1           | 0          |
| F. Marange    | 11       | 0       | 1           | 0          | 2+4                            | 0                              | 0+1                            | 0                              | 17       | 0      | 2           | 0          |
| F. Modesto    | 17       | 2       | 3           | 0          | 1+3                            | 0                              | 0                              | 0                              | 21       | 2      | 3           | 0          |
| B. Mokulu     | 4        | 0       | 0           | 0          | 0+1                            | 0+1                            | 0+1                            | 0                              | 5        | 1      | 1           | 0          |
| H. Ongenda    | 15       | 0       | 1           | 0          | 0+3                            | 0                              | 0                              | 0                              | 18       | 0      | 1           | 0          |
| J. Palmieri   | 24       | 2       | 7           | 0          | 0+3                            | 0                              | 0+1                            | 0                              | 27       | 2      | 8           | 0          |
| M. Peybernes  | 19       | 0       | 2           | 0          | 2+1                            | 0                              | 0                              | 0                              | 22       | 0      | 2           | 0          |
| J.P. Pino     | 4        | 0       | 1           | 0          | -                              | -                              | -                              | -                              | 4        | 0      | 1           | 0          |
| J. Rodríguez  | 5        | 0       | 1           | 0          | 0+1                            | 0                              | 0                              | 0                              | 6        | 0      | 1           | 0          |
| J. Romain     | 3        | 0       | 0           | 0          | -                              | -                              | -                              | -                              | 3        | 0      | 0           | 0          |
| K.N. Romaric  | 17       | 0       | 3           | 0          | 1+4                            | 0                              | 0+1                            | 0                              | 22       | 0      | 4           | 0          |
| G. Sio        | 2        | 1       | 1           | 0          | 0+1                            | 0                              | 0                              | 0                              | 3        | 1      | 1           | 0          |
| S. Squillaci  | 21       | 0       | 7           | 0          | 1+2                            | 0+1                            | 0                              | 0                              | 24       | 1      | 7           | 0          |
| G. Tallo      | 13       | 4       | 4           | 0          | 1+0                            | 0                              | 0                              | 0                              | 14       | 4      | 4           | 0          |
| T. Vincensini | 0        | 0       | 0           | 0          | 1+0                            | -1-0                           | 0                              | 0                              | 1        | -1     | 0           | 0          |
| C. Vincent    | 0        | 0       | 0           | 0          | 2+2                            | 0                              | 1+0                            | 0                              | 4        | 0      | 1           | 0          |